# Kees Moerland
Cornelis Jan (Kees) Moerland (Stavenisse, 12 juli 1918 – 19 november 1997) was een Nederlands politicus van de PvdA.
Toen hij in de jaren 30 van school kwam, heerste in Nederland een economische crisis en ging hij voor een karig loon werken als landarbeider. Later kwam hij bij de Crisis Controle Dienst en daarna kreeg hij een vaste baan bij de Koninklijke Nederlandse Heidemaatschappij. Hij werd eind 1953 verkozen in de gemeenteraad van Stavenisse en werd er in 1954 wethouder. Nadat in 1968 burgemeester Abraham Sluijmers met pensioen was gegaan, werd Moerland benoemd tot waarnemend burgemeester van Stavenisse. In 1971 ging Stavenisse op in de gemeente Tholen waar hij naast gemeenteraadslid ook wethouder is geweest. Eind 1997 overleed Moerland op 79-jarige leeftijd.